# Flor da Serra do Sul
Flor da Serra do Sul est une ville brésilienne du sud-ouest de l'État du Paraná. Elle se situe à une latitude de 26° 15' 25" sud et par une longitude de 53° 18' 25" ouest, à une altitude de 905 mètres. Sa population était estimée à 4 936 habitants en 2006. La municipalité s'étend sur 255 km².

## Maires
| Période | Période | Identité              | Étiquette | Qualité |
| ------- | ------- | --------------------- | --------- | ------- |
| 2009    | 2012    | Paulo Roberto Savaris | PP        |         |

## Villes voisines
Flor da Serra do Sul est voisine des municipalités (municípios) suivantes :
- Barracão
- Bom Jesus do Sul
- Salgado Filho
- Manfrinópolis
- Francisco Beltrão
- Marmeleiro
- Palma Sola dans l'État de Santa Catarina
- Dionísio Cerqueira dans l'État de Santa Catarina